# Período Iemdet Nasr
O período Iemdet Nasr ou Jemdet Nasr foi um dos períodos arqueológicos da história da Mesopotâmia, compreendido aproximadamente entre 3100 e 2900 AEC. O seu nome advém do tel e sítio arqueológico Iemdet Nasr, onde o principal conjunto típico deste período foi pela primeira vez reconhecido pelos arqueólogos e historiadores. A sua distribuição geográfica está limitada ao centro-sul do Iraque. A cultura do período proto-histórico Iemdet Nasr compreende o tempo de transição entre o período Uruk - definido pela disseminação de uma cultura comum em todo o Médio Oriente - e o período das dinastias arcaicas marcado pelas diferenças regionais.

## Data e periodização
Apesar de os antigos textos literários apontarem para 3200 - 3000 AEC enquanto datas definidas pelo inicio e fim do período Iemdet Nasr, este é atualmente datado de 3100 - 2900 AEC, tendo por base a datação por radiocarbono. O período Iemdet Nasr que ocorreu no centro-sul do Iraque é contemporâneo com o início do período Ninevite V na Alta Mesopotâmia e da civilização proto-elamita a oeste do Irão, e compartilha características com esses períodos como uma burocracia emergente e a desigualdade.